# Qabatiya
Qabatiya (en árabe: قباطية‎:, también conocida como Kabatiya, Kabatia, Qabatia o Qabatiyah; en hebreo: קבטיה‎) es una ciudad palestina ubicada en la Gobernación de Yenín, en Cisjordania, a unos 6 kilómetros al sur de Yenín. Según el censo de la Oficina Central de Estadísticas de Palestina (PCBS), la ciudad tenía una población aproximada de 27.389 habitantes a mediados de 2023, lo que la convertía en la segunda localidad más poblada de su gobernación, tan solo por detrás de la propia Yenín.
Su superficie total es de 50.547 dunams (50,5 km²) y está situada aproximadamente a 256 metros por encima del nivel de mar. Qabatiya es famosa por sus olivares, su moderna agricultura y su industria de caliza.

## Historia
En Qabatiya se han encontrado restos de cerámica de los periodos persa, helenístico, romano (tanto temprano como tardío), bizantino, musulmán y medieval.  Un viajero musulmán del siglo XII d. C. la mencionó como  "un pueblo en el distrito de Yenín".

### Época otomana
En 1517, los otomanos incorporaron el pueblo de Qabatiya a su imperio junto con el resto de Palestina y, en 1596, aparecía en los registros de impuestos otomanos como una nahiya (subdistrito) de Jabal Sami,  parte del más grande sanjacado de Nablús. Tenía una población de 89 hogares y 18 solteros, todos musulmanes, y pagaba una tasa fija de impuestos del 33,3% sobre los productos agrícolas, incluidos trigo, cebada, cultivos de verano, olivos,  cabras y colmenas, además de ingresos ocasionales, hasta un total de 14.920 akçe. La mitad de la recaudación iba al Tarabay Bey de Lajjun. En 1693 d. C. (1105 según la hégira)  Abd al-Ghani al-Nabulsi mencionaba Qabatiya como un pueblo en la carretera de Nablus a Yenín.
En 1838, Edward Robinson consideró que era un pueblo muy grande, rodeado por muy extensos y hermosos olivares, mientras que en 1850 la describieron como rodeada de jardines, construidos en la ladera de un cerro, cubierta de olivos.
En 1870, el explorador francés Victor Guérin encontró jardines alrededor de Koubatieh plantados con higueras, olivos y granados, con verduras en bajo ellos. Era un pueblo grande, dividido en varias zonas bajo la jurisdicción de distintos jeques. También comentó que “Kubataieh se ubica en un cerro rocoso, cuyas laderas se encuentran agujereadas por numerosas cisternas de origen antiguo, algunas de las cuales están parcialmente llenos y en mal estado; otras todavía son usadas por los lugareños. Las aperturas de estas últimas están cerradas con grandes piedras redondas en forma de piedras de molino, agujereadas en el centro. Esta segunda apertura se cierra así mismo con otra piedra, que se retira para sacar el agua. Este sistema de pozos y cisternas cerrados mediante una piedra es de gran antigüedad.”
En 1882, la Fundación para la Exploración de Palestina describió Qabatiya en su Estudio sobre Palestina Occidental como una gran aldea de piedra sobre una ladera, al este de una pequeña llanura llena de olivos. Tiene un lugar sagrado hacia el sur (Sheikh Theljy), y un buen jardín de naranjos cerca de la aldea".

### Mandato Británico de Palestina
En el censo de Palestina de 1922, llevado a cabo por las autoridades del Mandato Británico, Qabatiya tenía una población de 1.803 habitantes, 1.799 de ellos musulmanes y 4 cristianos ortodoxos. Su población había crecido en el censo de 1931, año en el que Qabatiya tenía una población de 2.447 personas que vivían en 551 casas. A excepción de dos cristianos, la población era enteramente musulmana.
En 1945, la población de Qabatiya (incluyendo Kh. Tannin) era de 3.670 musulmanes que poseían 50.547 dunams (5.054,7 hectáreas) de tierra según una encuesta oficial de tierra y población. De estos, 9.542 dunams eran para plantaciones y tierra irrigable, 21.464 para cereales, 113 dunams eran consideradas terrenos urbanos y 19.428 dunams estaban clasificados como "no cultivables".

### Ocupación jordana
Al finalizar la guerra árabe-israelí de 1948, y después del Armisticio de 1949, toda la zona de Yenín y el resto de Cisjordania quedaron bajo control jordano.

### Ocupación israelí
Después de la Guerra de los Seis Días en 1967, Qabatiya y toda Cisjordania, así como la Franja de Gaza, Jerusalén Este y los Altos del Golán, quedaron bajo un régimen de ocupación militar israelí.
Un niño de 4 años y una niña de 3 de Qabatiya murieron el 5 de mayo de 2002 por las heridas recibidas en un bombardeo israelí. Se llamaban Basel y Abeer Muhammad Yousef Zakarna, y su madre murió también con ellos. El 26 de diciembre de 2002, el ejército israelí mataba a tiros en Qabatiya a Yussef Mohamed Jalil Abú al-Rabb, de 35 años y dirigente de la Yihad Islámica, cuando se disponía a detenerlo. Dos palestinos más, uno de ellos con un trastorno mental, murieron durante una incursión israelí en Qabatiya el 15 de enero de 2003. El 15 de septiembre de 2004, un disparo de fuerzas secretas israelíes mataba a Fawaz Fakhri Fawaz Zakarna, de 17 años, en el curso del asesinato selectivo de su hermano. Mujahid al-Samadi, un adolescente de Qabatiya con una discapacidad psíquica, moría abatido por disparos del ejército israelí durante una incursión. Era el 15 de febrero de 2006, tenía 15 años y llevaba una pistola de juguete en la mano. El 27 de noviembre de 2006, un joven de 25 años y una mujer de 50 morían por disparos del ejército israelí en Qabatiya. El joven, Abdel Razek Nasser, era un dirigente de los Comités de Resistencia Popular, mientras que la mujer caminaba a su lado y acudió a asistirlo cuando fue también abatida.
El 5 de febrero de 2009, 'Alaa 'Issam Sharif Abu a-Rob, de 22 años y miembro del ala militar de la Yihad Islámica, murió cuando soldados israelíes asaltaron su casa y le dispararon poco antes de volarla. El 31 de octubre de 2013, un joven palestino de 20 años llamado Ahmad Tazaz’ah murió por un disparo en el pecho de un soldado israelí durante una operación para detener sospechosos en Qabatiya. Según la ONG israelí B'Tselem, existen serias sospechas de que el ejército israelí utilizó una fuerza desmesurada en la acción, lo que llevó a la muerte de Ahmad, que trabajaba en un puesto de verdura en un mercado cercano. El 26 de julio de 2014, Bassem Sati Sadeq Abu a-Rob, de 18 años, moría de un disparo en el pecho poco después de arrojar un cóctel molotov a soldados israelíes durante una manifestación contra la guerra de Gaza de 2014. El 24 de octubre de 2015, un adolescente de 17 años llamado Ahmad Muhammad Sa'id Kamil moría abatido por disparos de un guardia de seguridad en el paso fronterizo de Jalameh cuando supuestamente intentaba acuchillar a varios guardias de seguridad. El 30 de octubre de 2015, Qassem Mahmoud Qassem Saba'aneh (19 años) moría por disparos de una policía fronteriza después de apuñalar a otro policía del mismo cuerpo. Un día después, el 31 de octubre, moría Mahmoud Talal Mahmoud Nazzal, de 17 años, cuando supuestamente intentaba apuñalar a varios guardias de seguridad en el paso fronterizo de Jalameh. En el mismo lugar moría dos días después Ahmad 'Awad Muhammad Abu a-Rob, de 16 años, abatido por disparos de soldados israelíes tras sacar supuestamente un cuchillo justo cuando iban a cachearlo. El 27 de diciembre de 2015, Nur a-Din Muhammad 'Abd al-Qader Saba'aneh y Muhammad Rafiq Hussein Saba'aneh, de 17 y 23 años respectivamente, morían abatidos en el puesto fronterizo de Huwarah cuando uno de ellos se disponía a sacar un cuchillo antes de ser registrado. El 3 de febrero de 2016 morían Ahmad Najeh Isma'il Nassar, Muhammad Ahmad Muhammad Kmeil y Ahmad Najeh 'Abd a-Latif Abu a-Rob, de 19, 19 y 20 años respectivamente, tras atacar a dos policías de fronteras en la Ciudad Vieja de Jerusalén, una de las cuales resultó también muerta. El 21 de febrero de 2016, Qusai Diab Fouad Abu a-Rob, de 16 años, moría dentro de un complejo militar a la entrada de la aldea de Beita al que había accedido siguiendo las órdenes de soldados israelíes. Un portavoz del ejército israelí declaró con posterioridad que Qusai había intentado apuñalar a los soldados. El 24 de agosto de este mismo año murió Sari Muhammad Ahmad Ghrab cerca de la aldea de Madama. Tenía 26 años y, según fuentes israelíes, había intentado apuñalar al soldado que le disparó. El 31 de octubre de 2016 murió cerca de Ramala un joven de 25 años, Muhammad 'Abd al-Khaleq Rida Turkman, por los disparos de soldados israelíes a los que había disparado previamente.
En julio de 2016 hubo enfrentamientos entre palestinos y el ejército israelí durante la demolición de la casa de un hombre acusado de estar implicado en un ataque en Jerusalén. El ejército israelí informó de que el convoy militar que llevaba a cabo la demolición fue atacado con cócteles molotov y fuego de pistolas improvisadas. Fuentes oficiales palestinas informaron de seis palestinos heridos en el choque, mientras que el ejército israelí confirmó haber alcanzado a tres palestinos. Israel considera la demolición de casas de supuestos terroristas como un método útil para restringir la violencia, mientras que los palestinos y diversos grupos de derechos humanos lo condenan como una forma de castigo colectivo. Recientemente, en el contexto del asesinato de Mohamed Abú Judeir, representantes del estado de Israel han argumentado que, a diferencia de las de los palestinos, las casas de los terroristas judíos no deben ser demolidas, ya que el terrorismo judío no requiere dicha medida de contención.
El 5 de septiembre de 2022, un joven palestino de 19 años llamado Taher Muhammad Taher Zakarneh fue abatido por disparos en la cabeza y las piernas por tropas del ejército israelí mientras estas realizaban una incursión en Qabatiya. Taher había participado en las protestas y había arrojado un cóctel molotov a un vehículo militar israelí.
El 12 de enero de 2023, el ejército israelí realizó una incursión en Qabatiya para llevar a cabo un arresto y mató a un miembro de la Yihad Islámica, 'Abd al-Hadi Fakhri Yusef Nazzal, de 18 años. Ese mismo día, las tropas israelíes mataron por la espalda y de un disparo en la cabeza a Habiballah Muhammad 'Abd a-Rahman Kmeil, de 26 años, mientras huía por un olivar. Tres habitantes de la localidad, Ahmad Jamal Tawfiq 'Assaf, Rani Walid Ahmad Qatanat y Aws Jamal Amin Hamamdeh, murieron durante un tiroteo acaecido en medio de una incursión del ejército israelí el 10 de mayo de 2023. Ahmad y Rani estuvieron involucrados en el tiroteo, mientras que la participación de Aws no pudo ser demostrada.
|  |  |